# بازگشت به بهشت (فیلم ۱۹۹۸)
بازگشت به بهشت (به انگلیسی: Return to Paradise) فیلمی محصول سال ۱۹۹۸ و به کارگردانی جوزف روبن است. در این فیلم بازیگرانی همچون وینس وان، آن هیش، واکین فینیکس، دیوید کنراد، جیدا پینکت اسمیت، ورا فارمیگا و نیک ساندو ایفای نقش کرده‌اند.